# ホテルグランヴィア京都
ホテルグランヴィア京都（ホテルグランヴィアきょうと、英: Hotel Granvia Kyoto）は、京都府京都市下京区の京都駅直結のシティホテルである。ジェイアール西日本ホテル開発が運営している。

## 沿革
1997年9月11日に開業した。
2023年3月26日、文化庁京都移転祝賀の集いが宴会場「古今の間」で開かれ、岸田文雄内閣総理大臣らが出席した。

## 施設
瑞風ラウンジ
JR西日本が運行するTWILIGHT EXPRESS 瑞風の乗客専用のラウンジ。15階に位置し、列車の定員34人分の座席が設けられている。乗車手続きはこの場所で行われ、宇治の最高級玉露や日本酒、スイーツなどが提供されている。2023年にリニューアルし、「瑞風」の「アール・デコ」様式に合わせ「明るいアール・デコ」のインテリアデザインに統一した。面積も従来の約80 m2（平方メートル）から約20 m2拡張した。